# 풍뎅이
풍뎅이(라틴어: Mimela splendens)는 동북아시아에 분포하는 풍뎅이과 풍뎅이속의 곤충이다.
녹색과 구릿빛이 섞인 색깔의 딱지날개는 광택이 매우 강해 마치 금박을 입힌 것 같다. 성충은 활엽수의 잎을 먹고 살고, 유충은 나무뿌리와 부식토를 먹는다. 풀숲에서 머리만 내놓고 쉬는 습성이 있는데, 이때 충격을 주면 아래로 떨어진다.